# Chiesa di Santa Maria (Rignano sull'Arno)
La Chiesa di Santa Maria a Novoli (o Nuovoli) si trova nella località omonima del Comune di Rignano sull'Arno (FI).

## Storia e descrizione
La chiesa è attestata come esistente già in un documento del 1066 come proprietà di un certo Rolando di Azzo che poi la cedette alla madre Gisla che la donò a sua volta al Monastero di San Pier Maggiore che ella stessa fondò. Più tardi, nel Duecento e nel Trecento è parrocchiale appartenente al Piviere di San Leolino, fino a che nel 1526 non viene unita alla chiesa di San Pietro in Perticaia, per poi essere unite entrambe, nel 1572 alla vicina chiesa di San Cristoforo in Perticaia. Da quel momento viene officiata sempre più raramente, fino ad una chiusura ed abbandono, fino al 1995, quando è stata parzialmente restaurata. Ad oggi, almeno all'esterno, non ci sono indicazioni sulla sua regolare officiatura.

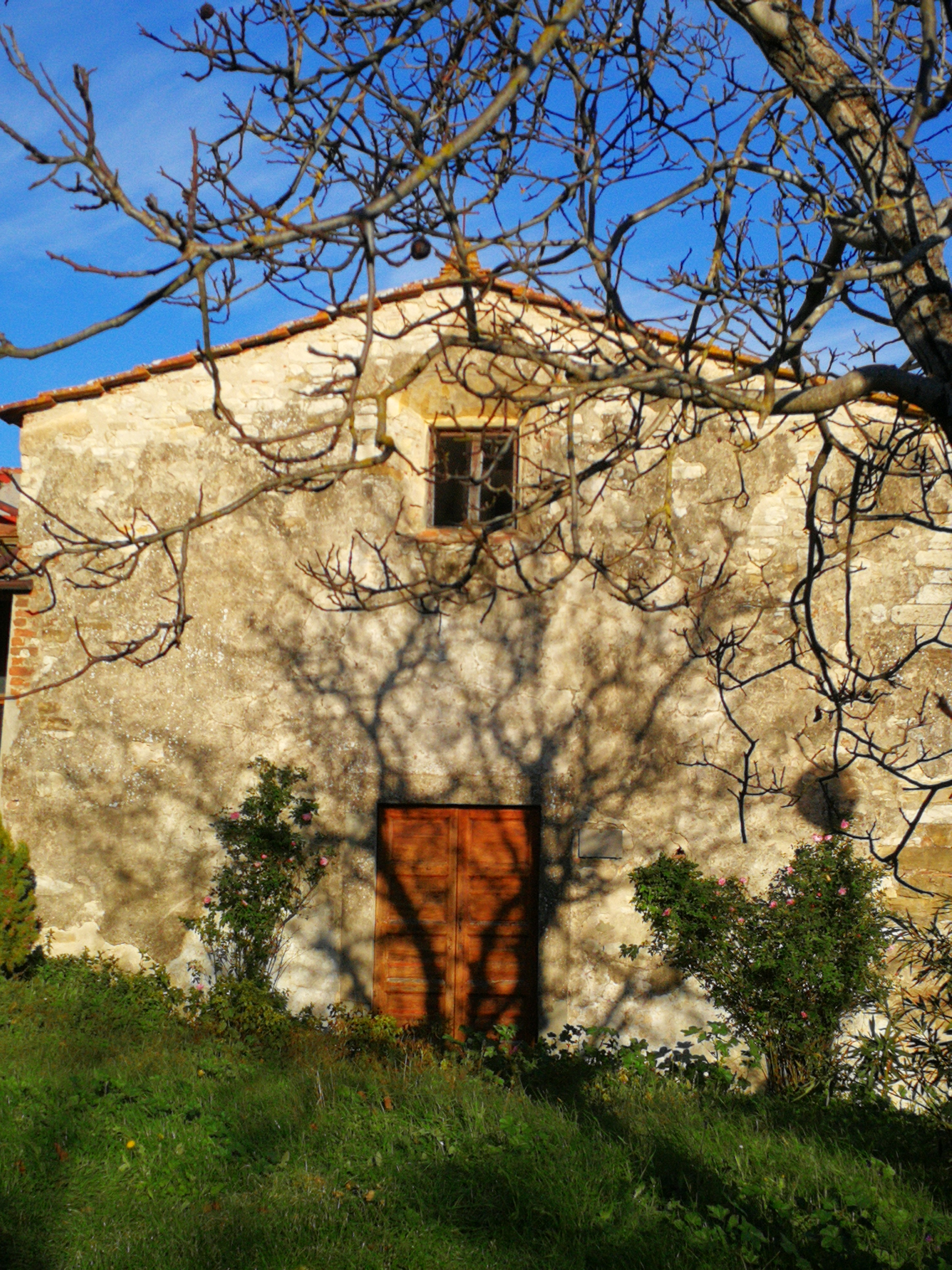
La facciata

La chiesa ha una semplice facciata intonacata, ma in altre parti conserva i caratteri romanici, all'esterno specie nel paramento murario e nell'abside e in alcuni dettagli costruttivi. Un arco tamponato all'interno, decentrato rispetto alla porta attuale, una finestra tamponata ed una finestrella a feritoia fanno capire come l'edificio abbia subito diverse vicende costruttive e sia esistito in forma diversa precedentemente all'attuale edificio probabilmente duecentesco.
Oggi la chiesa è vuota, se si eccettua un bacile murato nella parete destra, di fattura medievale e una piccola acquasantiera marmorea. Almeno nel 1698 aveva all'altare «tavola all'antica con la Madonna e altri Santi» che non può essere il trittico di Cenni di Ser Francesco Cenni oggi nella menzionata chiesa di San Cristoforo, non solo perché in esso è raffigurato proprio San Cristoforo, titolare della chiesa, ma perché l'iscrizione alla base del dipinto la dichiara appartenente alla Compagnia di Santa Maria presso la suddetta chiesa.